# Adrianus Saravia
Adrianus Saravia (auch: Hadrian Zaravia; * um 1531/32 in Hesdin; † 15. Januar 1613 in Canterbury) war ein flämischer reformierter Theologe.

## Leben
Saravia wurde in den spanischen Niederlanden geboren. Sein Vater Christopher († 1572) war spanischer Herkunft und seine Mutter Elizabeth Boulanger († 1578) stammte aus dem Flandrischen St. Omer. Sein erster Bildungsweg ist unbekannt. Als junger Mann trat er in den Franziskanerorden ein und studierte nach eigenen Angaben in Paris. 1557 trat er aus dem Franziskanerorden aus und schloss sich dem Calvinismus an. Hierzu begab er sich nach Genf, um sich mit den Ideen vertrauter zu machen. 1559 kam er nach England und zog im Sommer 1559 nach Gent.
Hier heiratete er am 22. Juni 1561 Catherine d’Allez († 1. Februar 1605 in Canterbury) und etwa zur gleichen Zeit beteiligte er sich auch an der Formulierung des Niederländischen Glaubensbekenntnisses (Confessio Belgica). Mit ihr gemeinsam reiste er nach London, wo er als Pfarrer an der französisch-reformierten Kirche wirkte. 1562 kehrte er in die Niederlande zurück, wurde reformierter Pastor an der Wallonischen Kirche in Antwerpen und baute 1563 die wallonischen Gemeinde in Brüssel auf. Die Restriktionen, die damals den Evangelischen in Flandern entgegengebracht wurden, nötigten ihn wieder nach England zurückzukehren. Im September 1563 wurde er der erste Direktor am Elizabeth College auf Guernsey, welches im selben Jahr gegründet worden war.
Zudem betätigte er sich als Prediger an der dortigen St. Peterskirche. 1568 trat er als Kaplan in die Armee des Prinzen Wilhelm von Oranien ein, wechselte 1569 nach Southampton, wo er 1572 das Rektorat der dortigen Königs Edwards VI Schule übernahm und unterstützte von hier die nationale niederländische Bewegung. Nachdem 1579 die Utrechter Union zu Stande gekommen war, zog er nach Gent. Als Alessandro Farnese jedoch Gent eroberte, zog er als Pfarrer nach Leiden, von wo er das britische Königshaus um militärische Unterstützung für die Utrechter Union bat. In Leiden wurde er 1584 zum Professor der Theologie ernannt und war 1585 bis 1587 Rektor der Alma Mater. Zudem unterstützte er Robert Dudley, 1. Earl of Leicester, der englische Truppen zur Unterstützung der niederländischen Unionsbemühungen bereitgestellt hatte und wohnte 1586 der Nationalsynode der reformierten Kirche in Den Haag bei.
1587 wurde er in ein Komplott verwickelt und musste aus Leiden nach London fliehen. Er wurde in der Folge seines akademischen Postens enthoben und von einem Gericht in Abwesenheit zum Tode verurteilt. 1588 fand er eine Anstellung als Pfarrer in Tatenhill. Am 9. Juli 1590 erhielt er die theologische Doktorwürde der University of Oxford. Von 1593 bis 1595 baute er die Schule in Barton unter Needwood auf. Am 25. November 1595 wurde er Vikar in Lewisham und am 6. Dezember 1595 Kanoniker der Kathedrale von Canterbury. Schließlich übernahm er 1601 eine Stelle als Dechant der Westminster Abbey. 1604 hatte er die Pfarrei in Lewisham aufgegeben.
Nachdem seine erste Frau gestorben war, heiratete er in London 1606 Margaret Wijts, welche ihm nach seinem Tod ein Epitaph in Canterbury setzte.

## Theologische Bedeutung
Saravia kann als erster protestantischer Missionstheologe angesehen werden. In seiner ekklesiologischen Schrift De diversis ministrorum Evangelii gradibus sicut a domino fuerunt instituti von 1590 verwies er auf den, wie er meint, für alle Zeiten gültigen Missionsbefehl der Kirche. Im Bischofsamt, das auf die Apostel zurückgehe (apostolische Sukzession), besitze sie die Autorität, Missionare auszusenden.
Diese Sichtweise stieß seitens protestantischer Theologen auf Kritik, unter anderem bei Theodor Beza oder auch bei Johann Gerhard und Johannes Fecht, die, wie die meisten reformatorischen und altprotestantischen  Theologen, glaubten, der Missionsbefehl sei in der Zeit der Apostel bereits vollständig erfüllt worden. Seine Antwort an Beza Defensio tractarionis de diversis ministrorum evangelii gradibus (1594) wurde 1618, fünf Jahre nach seinem Tod, durch die römisch-katholische Glaubenskongregation auf den Index der verbotenen Bücher gesetzt.
Sein Werk beeinflusste in späteren Jahren unter anderem Gisbert Voetius und die Dänisch-Hallesche Mission.

## Werke (Auswahl)
- Een hertgrondighe begheerte van de edlen lanckmoedighen hoochgheboren Prince van Oraengien. 1568
- De diversis ministrorum evangelii gradibus. London 1590, englisch 1591
- De imperandi authoritate et christiana obedienta. 1593
- Defensio tractarionis de diversis ministrorum evangelii gradibus. London, Christopher Barker, 1594
- De Sacra eucharistia. 1605, englischen 1855 (Abhandlung über die Wittenberger Konkordie)
- Examen tractatus de episcoporum triplici genere. 1610